# Meitetsu Gamagōri-Linie
| Triebzug der Baureihe 6000 bei Higashi-Hazu |                           |                                            |                                            |
| Streckenlänge: | 17,6 km                   |                                            |                                            |
| Spurweite: | 1067 mm (Kapspur)         |                                            |                                            |
| Stromsystem: | 1500 V =                  |                                            |                                            |
| Maximale Neigung: | 25 ‰                      |                                            |                                            |
| Streckengeschwindigkeit: | 85 km/h                   |                                            |                                            |
| Zweigleisigkeit: | nein                      |                                            |                                            |
| |                           |                                            |                                            |
| Gesellschaft: | Meitetsu (Nagoya Tetsudō) |                                            |                                            |
| \| \| \| Meitetsu Mikawa-Linie \| 1943–2004 \| \| \| \| Meitetsu Nishio-Linie \| 1928– \| \| \| 0,0 \| Kira Yoshida (吉良吉田) \| 1928– \| \| \| \| Yazaki-kawa \| \| \| \| 1,7 \| Miyazakiguchi (宮崎口) \| 1929–1970 \| \| \| 3,2 \| Mikawa Toba (三河鳥羽) \| 1936– \| \| \| 4,7 \| Nishi-Hazu (西幡豆) \| 1936– \| \| \| 7,0 \| Higashi-Hazu (東幡豆) \| 1936– \| \| \| 8,5 \| Suzaki (洲崎) \| 1952–1974 \| \| \| 8,9 \| Kodomonokuni (こどもの国) \| 1936–1944, 1974– \| \| \| 10,5 \| Nishiura (西浦) \| 1936– \| \| \| 11,7 \| Katahara (形原) \| 1936– \| \| \| 13,5 \| Mikawa Kashima (三河鹿島) \| 1936– \| \| \| 15,0 \| Hiroishi (拾石) \| –1968 \| \| \| \| Tōkaidō-Hauptlinie \| 1888– \| \| \| 15,3 \| Gamagōri-kyōteijō-mae (蒲郡競艇場前) 1968– \| Gamagōri-kyōteijō-mae (蒲郡競艇場前) 1968– \| \| \| \| rechts: Mikawa-Shiotsu (三河塩津) \| 1968– \| \| \| 15,7 \| Takeya (竹谷) \| –1953 \| \| \| 15,8 \| Shiotsu (塩津) \| 1953–1968 \| \| \| 16,2 \| Ebata (江畑) \| –1953 \| \| \| 17,6 \| Gamagōri (蒲郡) \| 1888– \| |                           |                                            |                                            |
| Strecke (außer Betrieb) |                           | Meitetsu Mikawa-Linie                      | 1943–2004                                  |
| Abzweig ehemals geradeaus und von links |                           | Meitetsu Nishio-Linie                      | 1928–                                      |
| Bahnhof | 0,0                       | Kira Yoshida (吉良吉田)                    | 1928–                                      |
| Brücke über Wasserlauf |                           | Yazaki-kawa                                | Yazaki-kawa                                |
| ehemaliger Haltepunkt / Haltestelle | 1,7                       | Miyazakiguchi (宮崎口)                     | 1929–1970                                  |
| Bahnhof | 3,2                       | Mikawa Toba (三河鳥羽)                     | 1936–                                      |
| Bahnhof | 4,7                       | Nishi-Hazu (西幡豆)                        | 1936–                                      |
| Bahnhof | 7,0                       | Higashi-Hazu (東幡豆)                      | 1936–                                      |
| ehemaliger Haltepunkt / Haltestelle | 8,5                       | Suzaki (洲崎)                              | 1952–1974                                  |
| Haltepunkt / Haltestelle | 8,9                       | Kodomonokuni (こどもの国)                  | 1936–1944, 1974–                           |
| Bahnhof | 10,5                      | Nishiura (西浦)                            | 1936–                                      |
| Bahnhof | 11,7                      | Katahara (形原)                            | 1936–                                      |
| Haltepunkt / Haltestelle | 13,5                      | Mikawa Kashima (三河鹿島)                  | 1936–                                      |
| ehemaliger Haltepunkt / Haltestelle | 15,0                      | Hiroishi (拾石)                            | –1968                                      |
| Strecke · Strecke von links |                           | Tōkaidō-Hauptlinie                         | 1888–                                      |
| | 15,3                      | Gamagōri-kyōteijō-mae (蒲郡競艇場前) 1968– | Gamagōri-kyōteijō-mae (蒲郡競艇場前) 1968– |
| Strecke · Strecke |                           | rechts: Mikawa-Shiotsu (三河塩津)          | 1968–                                      |
| ehemaliger Haltepunkt / Haltestelle · Strecke | 15,7                      | Takeya (竹谷)                              | –1953                                      |
| ehemaliger Haltepunkt / Haltestelle · Strecke | 15,8                      | Shiotsu (塩津)                             | 1953–1968                                  |
| ehemaliger Haltepunkt / Haltestelle · Strecke | 16,2                      | Ebata (江畑)                               | –1953                                      |
| | 17,6                      | Gamagōri (蒲郡)                            | 1888–                                      |

Die Meitetsu Gamagōri-Linie (jap. 名鉄蒲郡線, Meitetsu Gamagōri-sen) ist eine Eisenbahnstrecke auf der japanischen Insel Honshū, die von der Bahngesellschaft Meitetsu (Nagoya Tetsudō) betrieben wird. In der Präfektur Aichi verläuft sie entlang der Nordküste der Mikawa-Bucht und verbindet dabei die Städte Nishio und Gamagōri.

## Streckenbeschreibung
Die 17,6 km lange Strecke ist in Kapspur (1067 mm) verlegt und mit 1500 V Gleichspannung elektrifiziert. Es werden zehn Bahnhöfe bedient, die maximale Neigung beträgt 25 Promille und die zulässige Höchstgeschwindigkeit 85 km/h. Mit Ausnahme von Ausweichen in mehreren Bahnhöfen ist die gesamte Strecke eingleisig ausgeführt.
Westlicher Ausgangspunkt ist der Bahnhof Kira Yoshida im Süden der Stadt Nishio. Dort geht sie einerseits in die Meitetsu Nishio-Linie nach Shin-Anjō, andererseits befand sich hier bis 2004 die Endstation der Meitetsu Mikawa-Linie. Nach Verlassen des Bahnhofs überquert die Strecke zunächst den Yazaki-Fluss und durchquert anschließend eine landwirtschaftlich geprägte Küstenebene, ehe sie bei Mikawa Toba einen schmalen, landschaftlich reizvollen Küstenstreifen erreicht. Dieser folgt der Nordküste der Mikawa-Bucht und ist von mehreren Seebädern und sonstigen touristischen Einrichtungen geprägt, die vor allem in der Sommersaison gut besucht sind. Kurz vor Nishiura wendet sich die Strecke nach Norden. Sie trifft auf die Tōkaidō-Hauptlinie, wendet sich erneut nach Osten und verläuft parallel zu dieser bis zur Endstation Gamagōri in der gleichnamigen Stadt.

## Zugangebot
Auf der Meitetsu Gamagōri-Linie werden ausschließlich Lokalzüge im Einmannbetrieb mit Halt an allen Bahnhöfen angeboten. Zwischen etwa 5:30 und 23:00 Uhr verkehren sie im 30-Minuten-Takt von Kira Yoshida nach Gamagōri und zurück.
Ab 1965 verkehrten Eilzüge, die zur Meitetsu Nishio-Linie und in einigen Fällen weiter zur Meitetsu Nagoya-Hauptlinie durchgebunden wurden, was umsteigefreie Verbindungen in Richtung Nagoya ermöglichte. Die Stagnation des Tourismus an der Mikawa-Bucht und der zunehmende Automobilverkehr führten jedoch zur schrittweisen Ausdünnung dieses Angebots. Mit dem Fahrplanwechsel vom 29. Juni 2008 wurden die letzten Eilzüge gestrichen.

## Bilder

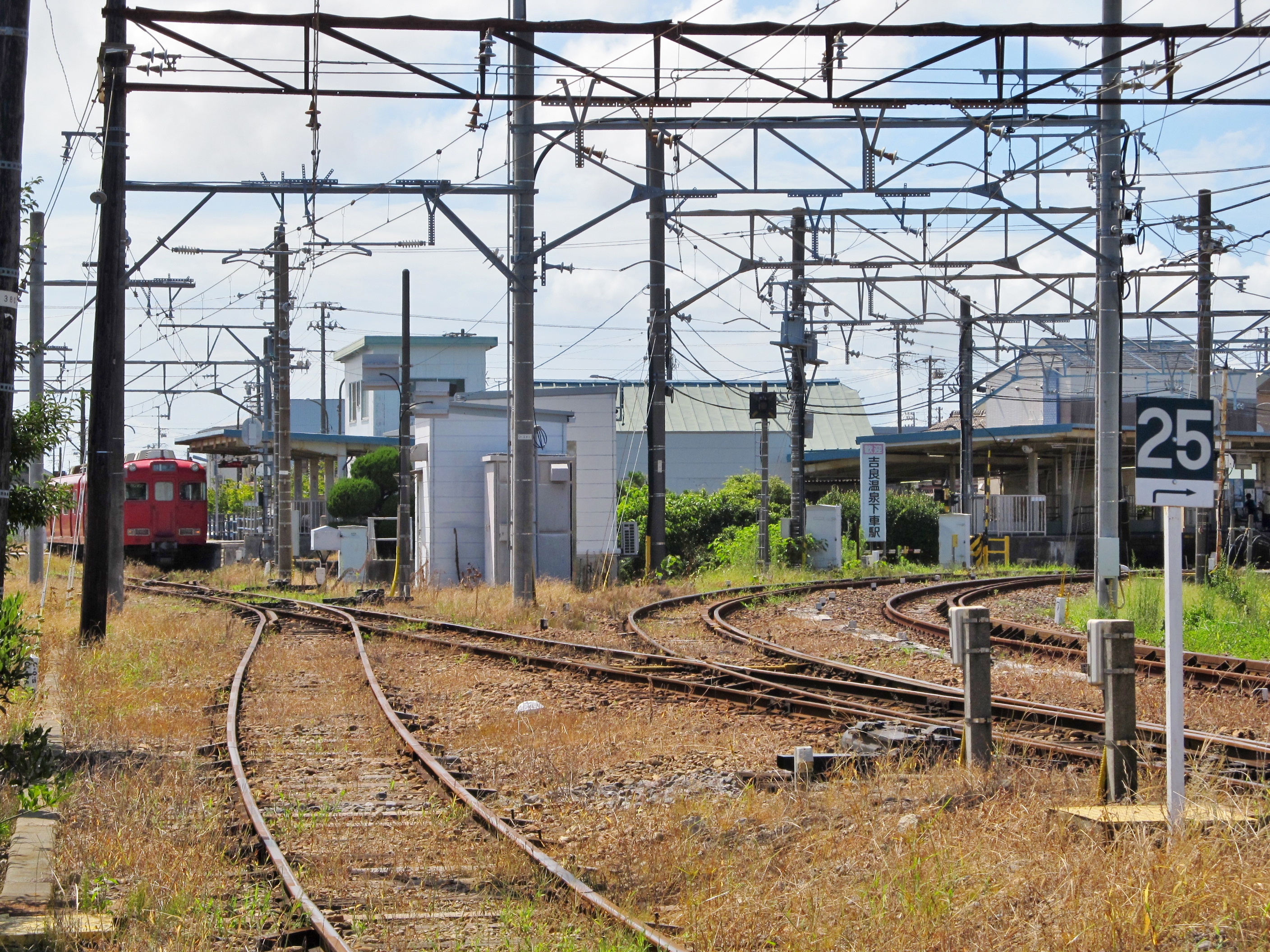
Streckenbeginn beim Bahnhof Kira Yoshida
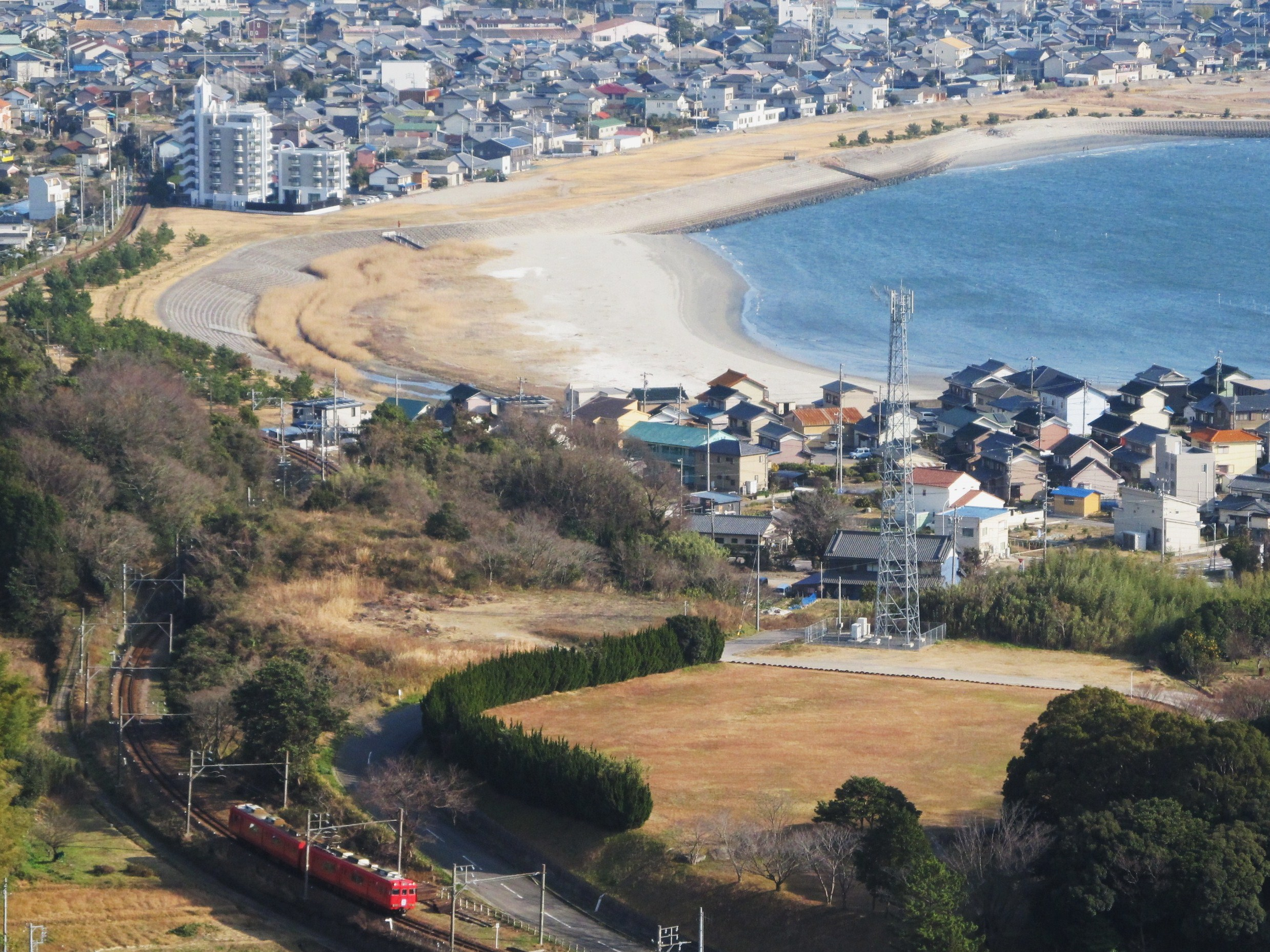
Streckenverlauf entlang der Mikawa-Bucht
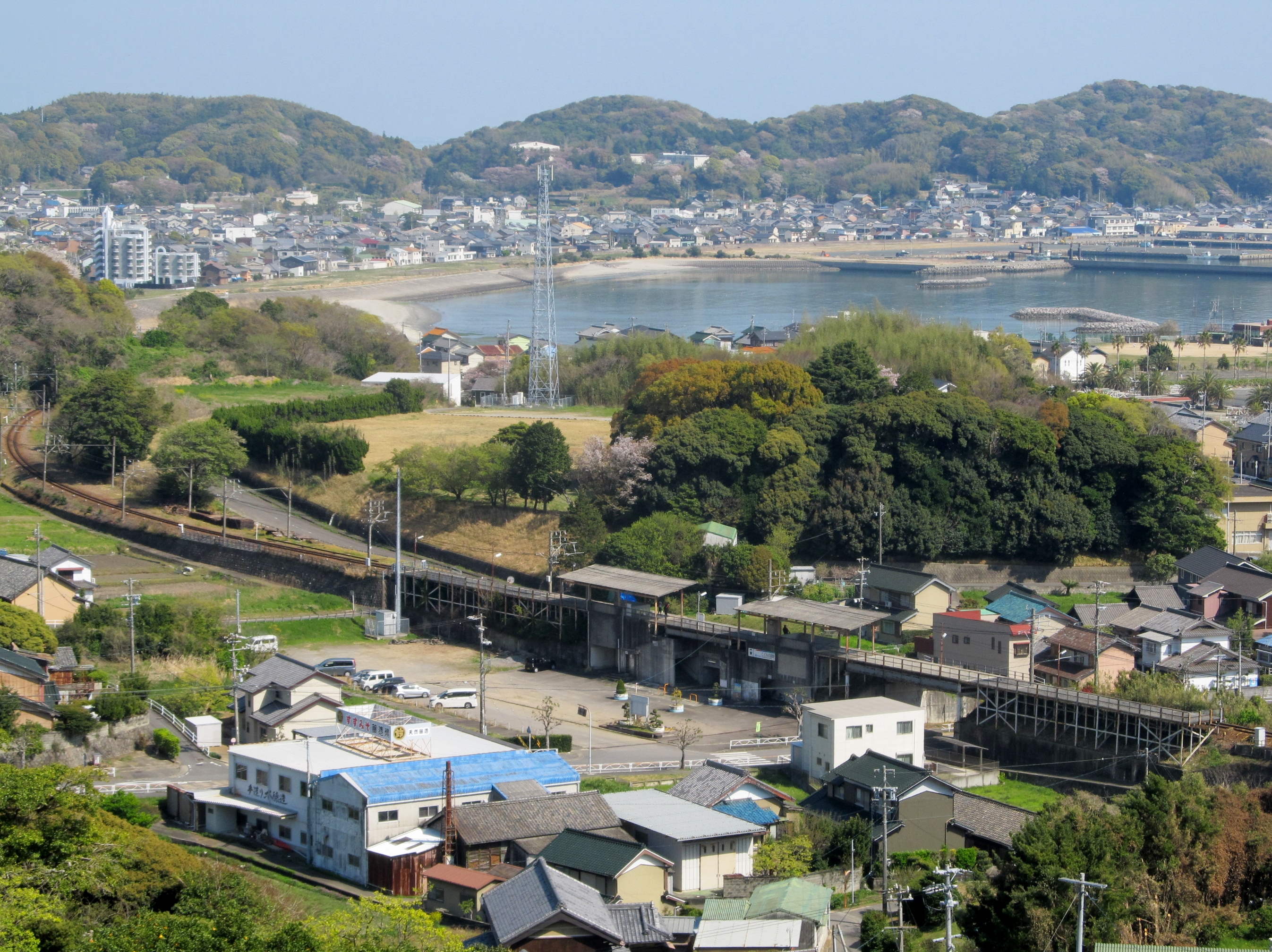
Bahnhof Kodomonukuni
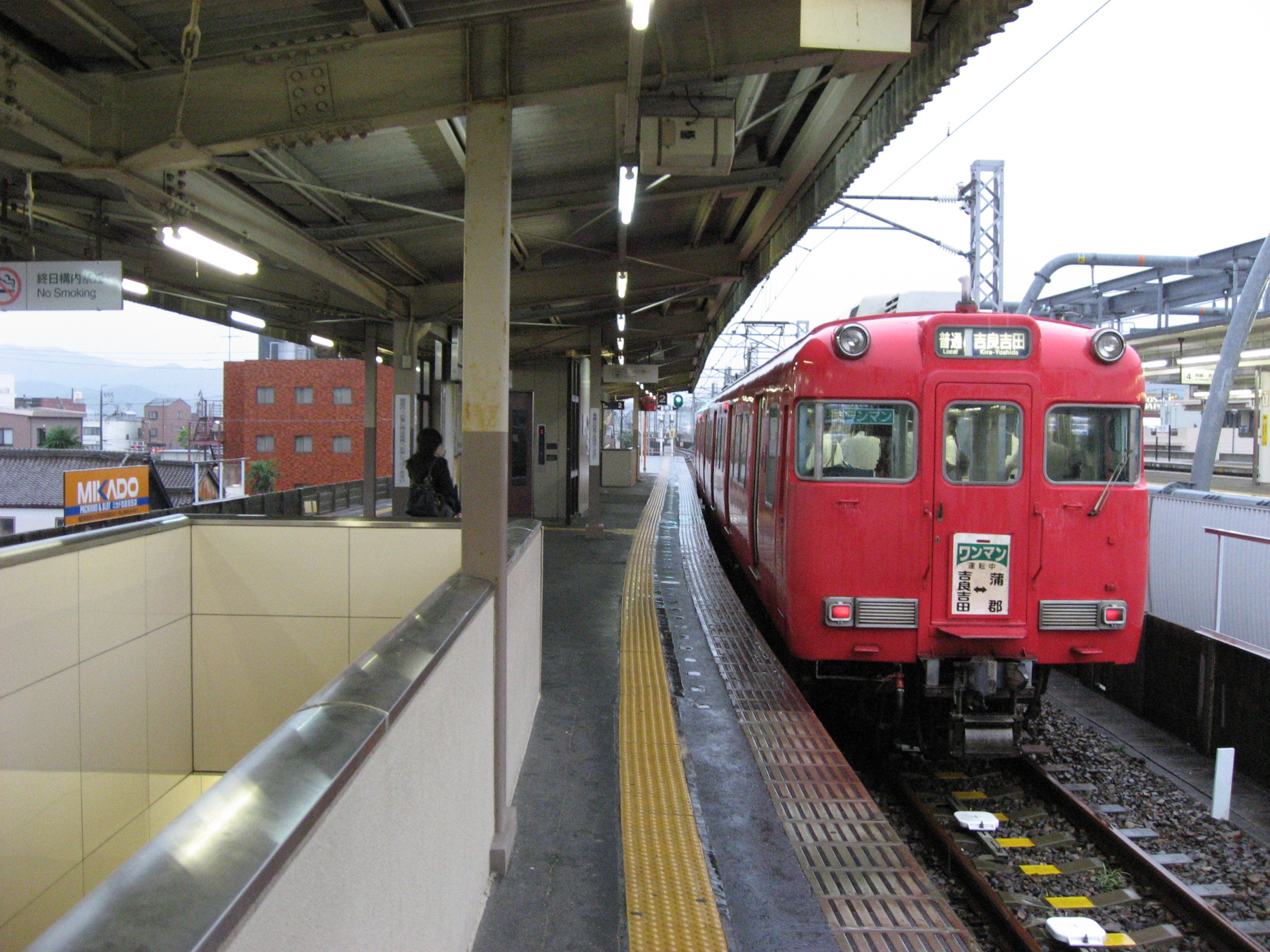
Bahnhof Gamagōri

## Geschichte
Im Dezember 1920 erhielt die Mikawa Tetsudō eine Lizenz für die Verlängerung der Mikawa-Linie östlich des Bahnhofs Mikawa Yoshida (heute Kira Yoshida), bis zur Umsetzung der Planungen verstrich jedoch fast ein Jahrzehnt. Am 11. August 1929 eröffnete die Bahngesellschaft zunächst den westlichsten Abschnitt bis Mikawa Toba und betrieb ihn als Fortsetzung der Mikawa-Linie. Der Weiterbau verzögerte sich aufgrund der Auswirkungen der Weltwirtschaftskrise erneut, so dass die Strecke erst am 24. Juli 1936 nach Mikawa Kashima und am 10. November desselben Jahres nach Gamagōri verlängert werden konnte. Während der erste Abschnitt bis Mikawa Toba noch mit 1500 V Gleichspannung elektrifiziert worden war, unterblieb diese Maßnahme auf der übrigen Strecke vorerst wegen Geldmangels. Aus diesem Grund waren die Fahrgäste gezwungen, in Mikawa Toba umzusteigen.
1941 ging die Mikawa Tetsudō in der Meitetsu auf. Die neue Besitzerin reduzierte am 1. Februar 1943 die Oberleitungsspannung zwischen Kira Yoshida und Mikawa Toba von 1500 auf 600 V, um Direktfahrten von und zur Meitetsu Nishio-Linie zu ermöglichen. Die Elektrifizierung der restlichen Strecke erfolgte schließlich am 23. April 1947 und ab 16. Mai 1948 betrieb die Meitetsu die Strecke zwischen Kira Yoshida und Gamagōri getrennt unter der Bezeichnung Meitetsu Gamagōri-Linie. Am 12. Juli 1959 wurde die Oberleitungsspannung auf 1500 V erhöht und erneut der durchgehende Verkehr mit der Mikawa-Linie aufgenommen. Doch bereits am 27. Mai 1960 führte die Meitetsu wieder Direktfahrten zur nachfragestärkeren Nishio-Linie ein, nachdem auch auf dieser Strecke die Spannung erhöht worden war.
Mit der Gründung des Mikawa-Wan-Quasi-Nationalparks setzte Ende der 1950er Jahre die Entwicklung des Tourismus entlang der Nordküste der Mikawa-Bucht ein. Die Meitetsu begann die Gamagōri-Linie gezielt als Ausflugsstrecke zu positionieren. Auf dem Höhepunkt verkehrten stündlich zwei Schnellzüge je Richtung. Daher plante die Meitetsu, die Strecke zweigleisig auszubauen, um eine prognostizierte Zunahme der Züge vorzubereiten. Im Februar 1970 erhielt sie die entsprechende Baugenehmigung. Sie nutzte diese jedoch nie, denn inzwischen führte die stärker werdende Konkurrenz anderer japanischer Tourismusregionen zu einer Stagnation entlang der Mikawa-Bucht. Zudem machte nicht nur der stetig wachsende Automobilverkehr der Gamagōri-Linie zu schaffen, sondern auch die Konkurrenz durch die Tōkaidō-Hauptlinie, die direkter verläuft und deutlich schnellere Züge in Richtung Nagoya anbietet. 1997 erklärte die Meitetsu, dass es Überlegungen gäbe, die Gamagōri-Linie zusammen mit einem Teil der Nishio-Linie aus Rentabilitätsgründen stillzulegen. Um den Betrieb rentabler zu machen, führte sie am 1. Juni 1998 den Einmannbetrieb ein.
Der Abschnitt zwischen Gamagōri-Kyōteijō-mae und Gamagōri wurde zusammen mit der in diesem Bereich parallel verlaufenden Tōkaidō-Hauptlinie auf einen Viadukt verlegt. Die Meitetsu versuchte weiterhin, Kosten zu senken und drohte mehrmals mit der Stilllegung, zumal die Nutzerzahlen im Geschäftsjahr 2007 ein Rekordtief erreichten. Sie forderte auch die betroffenen Gemeinden dazu auf, Maßnahmen zur Attraktivititässteigerung vorzulegen. Eine Arbeitsgruppe, der auch Vertreter der Präfektur Aichi angehörten, einigte sich im September 2009 auf verschiedene Maßnahmen. Die Gemeinden und die Präfektur stuften die Linie zwar als wichtige soziale Infrastruktur ein, verpflichteten sich aber auch, einen Teil des Defizits zu tragen und in Zusammenarbeit mit lokalen Unternehmen, Schulen und anderen Institutionen für eine verstärkte Bahnnutzung zu werben. Diese Vereinbarung gilt vorerst bis zum Geschäftsjahr 2025.

## Liste der Bahnhöfe
| Name | Name                                 | km   | Anschlusslinien                            | Lage   | Ort      |
| ---- | ------------------------------------ | ---- | ------------------------------------------ | ------ | -------- |
| GN13 | Kira Yoshida (吉良吉田)              | 00,0 | Meitetsu Nishio-Linie                      | Koord. | Nishio   |
| GN14 | Mikawa Toba (三河鳥羽)               | 03,2 |                                            | Koord. | Nishio   |
| GN15 | Nishi-Hazu (西幡豆)                  | 04,7 |                                            | Koord. | Nishio   |
| GN16 | Higashi-Hazu (東幡豆)                | 07,0 |                                            | Koord. | Nishio   |
| GN17 | Kodomonokuni (こどもの国)            | 08,9 |                                            | Koord. | Nishio   |
| GN18 | Nishiura (西浦)                      | 10,5 |                                            | Koord. | Gamagōri |
| GN19 | Katahara (形原)                      | 11,7 |                                            | Koord. | Gamagōri |
| GN20 | Mikawa Kashima (三河鹿島)            | 13,5 |                                            | Koord. | Gamagōri |
| GN21 | Gamagōri-Kyōteijō-mae (蒲郡競艇場前) | 15,3 | im Bhf. Mikawa-Shiotsu: Tōkaidō-Hauptlinie | Koord. | Gamagōri |
| GN22 | Gamagōri (蒲郡)                      | 17,6 | Tōkaidō-Hauptlinie                         | Koord. | Gamagōri |